# Robert Tonyan
(en) Statistiques sur pro-football-reference
Robert Joseph Tonyan Jr., né le 30 avril 1994 à McHenry en Illinois, est un sportif professionnel américain de football américain jouant au poste de de tight end depuis la saison 2017 dans la National Football League (NFL) et pour la franchise des Chiefs de Kansas City depuis la saison 2024.
Non sélectionné lors de la draft 2017, il signe avec les Lions de Détroit mais est libéré avant le début de la saison. Engagé en 2017 dans l'équipe d'entraînement des Packers de Green Bay, il rejoint l'effectif principal dès 2018 et y reste jusqu'en 2022. Il signe ensuite avec les Bears de Chicago (2023) puis les Vikings du Minnesota (2024) avant d'intégrer l'équipe d'entraînement des Chiefs en décembre 2024.
Au niveau universitaire, il a joué pendant cinq saisons dans la NCAA Division I FCS pour les Sycamores de l'université d'État de l'Indiana (2012-2015).

## Biographie

### Carrière universitaire
Au niveau universitaire, Ronyan joue au poste de quarterback pour les Sycamores d'Indiana State au sein de la NCAA Division I FCS. Joueur redshirt, il ne joue pas en 2012 mais devient titulaire à ce poste pendant trois matchs en 2013. L'année suivante, il est déplacé au poste de wide receiver.

### Carrière professionnelle
Après sa carrière universitaire, il n'est pas sélectionné lors de la draft par les franchises de la NFL.

#### Lions de Détroit
Invité au camp d'entrainement des Lions de Détroit, Tonyan est libéré par l'équipe le 2 septembre 2017 et n'est pas signé pour l'équipe d'entraînement.

#### Packers de Green Bay
Durant les trois mois suivants, il participe aux entraînement de plusieurs équipes de la ligue et les Packers de Green Bay l'incorporent à leur équipe d'entraînement. La saison suivante, il est repris dans l'équipe et participe à 16 matchs dont un en tant que titulaire. En 2019, il ne participe qu'à 11 matchs dont un en tant que titulaire. Il est plus performant en 2020 et est désigné titulaire lors de huit matchs sur les seize joués.
Alors qu'il a gagné sa place de titulaire en 2021 (5 matchs sur 8 joués), il se déchire le ligament croisé antérieur ce qui met un terme à sa saison.
Le 27 mai, Tonyan accepte l'offre des Packers d'un montant de 3,4 millions de $ pour la saison 2021.
Le 28 octobre 2021, Tonyan se blesse au ligament croisé antérieur de son genou gauche lors du match de la 8e semnaine contre les Cardinals de l'Arizona ce qui met un terme à sa saison,.
Le 20 mars 2022, Tonyan signe une prolongation de contrat d'un an avec les Packers.

#### Bears de Chicago
Le 16 mars 2023, Tonyan signe un contrat d'un an avec les Bears de Chicago. Il participe à 17 matchs gagnant 112 yards en 11 réceptions.

#### Vikings du Minnesota
Le 16 mai 2024, Tonyan signe avec les Vikings du Minnesota. Libéré le 27 août, il est resigné dans leur équipe d'entraînement le lendemain,.
Avec cette signature, il aura été engagé dans toutes les franchises de la NFC Nord. Promu dans l'effectif principal le 3 octobre 2024, il est libéré le 22 octobre 2024 n'ayant enregistré aucune statistique au cours des quatre matchs qu'il a joué. Brièvement réintégré dans l'équipe d'entraînement, il est définitivement libéré le 29 novembre 2024.

#### Chiefs de Kansas City
Les Chiefs de Kansas City engagent Tonyan le 23 décembre 2024 dans leur équipe d'entraînement.

## Statistiques
| Taille              | Poids           | Bras           | Main           | Sprint   | Sprint   | Sprint   | Shuttle 20 yards | 3 cones drill | Détente       | Détente             | Développé couché | Test Wonderlic |
| Taille              | Poids           | Bras           | Main           | 40 yards | 10 yards | 20 yards | Shuttle 20 yards | 3 cones drill | verticale     | horizontale         | Développé couché | Test Wonderlic |
| 1,95 m (6 ft 4⅝ in) | 107 kg (236 lb) | 83 cm (32½ in) | 26 cm (10¼ in) | 4,58 s   | 1,53 s   | 2,60 s   | 4,34 s           | 7,12 s        | 89 cm (35 in) | 318 cm (10 ft 5 in) | 16 reps          | -              |

| Année      | Équipe                | MJ |                 | Passes réceptionnées | Passes réceptionnées | Passes réceptionnées | Passes réceptionnées |                 | Courses         | Courses         | Courses | Courses |
| Année      | Équipe                | MJ | Nb.             | Yards                | Moy.                 | TD                   | Nb.                  | Yards           | Moy.            | TD              |         |         |
| 2018       | Packers de Green Bay  | 16 | 04              | 077                  | 19,2                 | 01                   | -                    | -               | -               | -               |         |         |
| 2019       | Packers de Green Bay  | 11 | 10              | 100                  | 10,0                 | 01                   | -                    | -               | -               | -               |         |         |
| 2020       | Packers de Green Bay  | 16 | 52              | 586                  | 11,3                 | 11                   | -                    | -               | -               | -               |         |         |
| 2021       | Packers de Green Bay  | 08 | 18              | 204                  | 11,3                 | 02                   | -                    | -               | -               | -               |         |         |
| 2022       | Packers de Green Bay  | 17 | 53              | 470                  | 08,9                 | 02                   | -                    | -               | -               | -               |         |         |
| 2023       | Bears de Chicago      | 17 | 11              | 112                  | 10,2                 | 0                    | -                    | -               | -               | -               |         |         |
| 2024       | Vikings du Minnesota  | 05 | 0               | 0                    | 00,0                 | -                    | -                    | -               | -               | -               |         |         |
| 2024       | Chiefs de Kansas City | 0  | -               | -                    | -                    | -                    | -                    | -               | -               | -               |         |         |
| 2025       | Chiefs de Kansas City | ?  | Saison en cours | Saison en cours      | Saison en cours      | Saison en cours      | Saison en cours      | Saison en cours | Saison en cours | Saison en cours |         |         |
| Totaux NFL | Totaux NFL            | 90 | 148             | 1 549                | 10,5                 | 17                   | -                    | -               | -               | -               |         |         |

| Année      | Équipe               | MJ |     | Passes réceptionnées | Passes réceptionnées | Passes réceptionnées | Passes réceptionnées |       | Courses | Courses | Courses | Courses |
| Année      | Équipe               | MJ | Nb. | Yards                | Moy.                 | TD                   | Nb.                  | Yards | Moy.    | TD      |         |         |
| 2019       | Packers de Green Bay | 2  | 0   | 0                    | 0,0                  | 0                    | -                    | -     | -       | -       |         |         |
| 2020       | Packers de Green Bay | 2  | 8   | 82                   | 10,3                 | 1                    | -                    | -     | -       | -       |         |         |
| Totaux NFL | Totaux NFL           | 4  | 8   | 82                   | 10,3                 | 1                    | -                    | -     | -       | -       |         |         |